# فرودگاه بین‌المللی پاگو پاگو
فرودگاه بین‌المللی پاگو پاگو (به انگلیسی: Pago Pago International Airport) یک فرودگاه همگانی با کد یاتا PPG است که یک باند فرود آسفالت دارد و طول باند آن ۳۰۴۸ متر است. این فرودگاه در کشور ایالات متحده آمریکا قرار دارد و در ارتفاع ۱۰ متری از سطح دریا واقع شده است.